# 톈수이시
톈수이(천수, 중국어: 天水, 병음: Tiānshuǐ)는 중화인민공화국 간쑤성 남동부에 위치하는 지급시이다. 간쑤 성에서 두 번째로 큰 도시로 인구는 약 350만명이다.
톈수이 시는 고대 실크로드의 천산북로를 따라 자리하며, 이곳을 통해 중국과 서역은 많은 무역을 하였다. 근처의 마이지산 석굴(麦积山石窟)은 천불동이 있으며, 북위 초기의 작품들과 송나라 말기까지의 작품들을 볼 수 있다.

## 역사
1913년, 중화민국 베이징 정부는 친저우(秦州)를 폐지하고 톈수이 현을 설치해, 웨이촨 도(渭川道)의 관할로 했다. 이 웨이촨 도가 현재의 지급시로서의 톈수이 시의 전신이다. 1927년, 국민군이 룽난에 진주하면서 도제는 폐지되고, 톈수이 행정독찰전원공서(天水行政督察専員公署)가 설치되었다.
1949년 8월 3일, 공산당군에 의해 '장악'되면서 톈수이 분구 행정독찰구(天水分区行政督察区)가 성립, 톈수이, 간구, 우산, 후이, 량당, 퉁웨이, 친안, 칭수이의 8현을 감독했고, 같은 해 12월에 톈수이 전구(天水専区)라고 개칭되었다.
1950년 2월, 텐수이 전구 중심부에 현급시인 텐수이 시가 설치되었다. 동년 5월 25일, 핑량 전구에서 좡랑 현이, 또 민산 전구가 폐지되어 그 일부가 톈수이 전구에 이관되어 톈수이 전구는 텐수이 시 및 텐수이, 타이안, 후이, 량당, 우산, 장, 간구, 칭수이, 좡랑, 룽시, 퉁웨이의 11현, 81구 공소, 614향을 관할했다. 1953년 7월 6일, 장자촨 자치구(1955년 10월, 현으로 개편)가 성립되어, 동년 말의 관할 행정구역은 1시 12현 887향이 되었다.
1956년 1월, 룽시 현 및 퉁웨이 현은 딩시 전구에, 좡랑 현은 핑량 전구로 각각 이관되었고, 우두 전구의 리 현, 시허 현, 청 현이 톈수이 전구에 편입되어 1시 12현 67구 531향이 되었다. 1958년 4월 8일, 우두 전구가 폐지되어 관할의 당창, 원, 우두, 캉, 민의 5현이 톈수이 전구에 편입, 12월 16일에는 민 현이 딩시 전구로 이관되었고 현의 통폐합과 동시에, 인민공사화가 진행되어 1시 8현 129 인민공사, 4 가도변사처를 관할했다. 1961년 11월 15일, 우두 전구가 다시 설치, 1963년 10월 23일에는 린타오 전구의 폐지로 장 현이 텐수이 전구에 편입되어 1시 11현 482 인민공사 3진 4가도변사처를 관할했다. 1969년 10월 1일, 톈수이 전구는 톈수이 지구(天水地区)로 개칭, 1시 11현 223 인민공사 5진 4가도변사처리를 관할하게 되었다.
1985년 7월 8일, 톈수이 지구의 폐지와 텐수이 시의 지급시의 승격이 결정, 동시에 톈수이 지구 관할의 칭수이, 리, 후이, 량당의 4현은 신설된 룽난 지구에, 장 현은 딩시 지구에 이관되어 하부에 친청, 베이다오의 2구, 타이안, 칭수이, 간구, 우산, 장자촨 후이족 자치현의 5현, 138향 11진 11 가도변사처를 관할했다. 2005년 1월, 친청 구, 베이다오 구를 각각 친저우 구, 마이지 구라고 개칭해 현재에 이르고 있다.

## 기후
1월 평균기온은 −1.3 °C, 7월 평균기온은 23.6 °C이다. 연평균 강수량은 493mm이고 연평균 일조시간은	1897시간이다.
| 톈수이시의 기후                                               | 톈수이시의 기후 | 톈수이시의 기후 | 톈수이시의 기후 | 톈수이시의 기후 | 톈수이시의 기후 | 톈수이시의 기후 | 톈수이시의 기후 | 톈수이시의 기후 | 톈수이시의 기후 | 톈수이시의 기후 | 톈수이시의 기후 | 톈수이시의 기후 | 톈수이시의 기후 |
| 월                                                            | 1월             | 2월             | 3월             | 4월             | 5월             | 6월             | 7월             | 8월             | 9월             | 10월            | 11월            | 12월            | 연간            |
| ------------------------------------------------------------- | --------------- | --------------- | --------------- | --------------- | --------------- | --------------- | --------------- | --------------- | --------------- | --------------- | --------------- | --------------- | --------------- |
| 역대 최고 기온 °C (°F)                                        | 12.1 (53.8)     | 20.2 (68.4)     | 27.0 (80.6)     | 31.8 (89.2)     | 33.9 (93.0)     | 37.2 (99.0)     | 38.2 (100.8)    | 36.1 (97.0)     | 36.2 (97.2)     | 28.5 (83.3)     | 21.6 (70.9)     | 14.7 (58.5)     | 38.2 (100.8)    |
| 일평균 최고 기온 °C (°F)                                      | 4.3 (39.7)      | 8.3 (46.9)      | 14.3 (57.7)     | 20.8 (69.4)     | 24.6 (76.3)     | 28.1 (82.6)     | 29.8 (85.6)     | 28.5 (83.3)     | 22.8 (73.0)     | 17.1 (62.8)     | 11.3 (52.3)     | 5.6 (42.1)      | 18.0 (64.3)     |
| 일일 평균 기온 °C (°F)                                        | −1.3 (29.7)     | 2.4 (36.3)      | 7.8 (46.0)      | 13.7 (56.7)     | 17.7 (63.9)     | 21.5 (70.7)     | 23.6 (74.5)     | 22.5 (72.5)     | 17.4 (63.3)     | 11.5 (52.7)     | 5.5 (41.9)      | −0.2 (31.6)     | 11.8 (53.3)     |
| 일평균 최저 기온 °C (°F)                                      | −5.2 (22.6)     | −1.8 (28.8)     | 2.9 (37.2)      | 8.0 (46.4)      | 12.0 (53.6)     | 16.1 (61.0)     | 18.6 (65.5)     | 17.9 (64.2)     | 13.7 (56.7)     | 7.8 (46.0)      | 1.6 (34.9)      | −4.0 (24.8)     | 7.3 (45.1)      |
| 역대 최저 기온 °C (°F)                                        | −19.2 (−2.6)    | −16.6 (2.1)     | −10.0 (14.0)    | −6.4 (20.5)     | 1.8 (35.2)      | 5.5 (41.9)      | 10.6 (51.1)     | 8.4 (47.1)      | 1.2 (34.2)      | −5.1 (22.8)     | −11.6 (11.1)    | −17.4 (0.7)     | −19.2 (−2.6)    |
| 평균 강수량 mm (인치)                                         | 4.6 (0.18)      | 6.8 (0.27)      | 18.2 (0.72)     | 35.2 (1.39)     | 55.7 (2.19)     | 63.3 (2.49)     | 90.2 (3.55)     | 84.0 (3.31)     | 77.0 (3.03)     | 43.9 (1.73)     | 11.4 (0.45)     | 3.3 (0.13)      | 493.6 (19.44)   |
| 평균 강수일수 (≥ 0.1 mm)                                      | 5.1             | 4.9             | 6.6             | 7.8             | 9.8             | 10.3            | 11.3            | 10.9            | 12.1            | 10.5            | 5.7             | 2.8             | 97.8            |
| 평균 강설일수                                                 | 8.3             | 6.3             | 2.7             | 0.3             | 0               | 0               | 0               | 0               | 0               | 0.1             | 2.1             | 5.0             | 24.8            |
| 평균 상대 습도 (%)                                            | 61              | 60              | 57              | 55              | 59              | 63              | 67              | 70              | 75              | 76              | 71              | 64              | 65              |
| 평균 월간 일조시간                                            | 140.1           | 129.0           | 163.2           | 193.3           | 204.7           | 191.3           | 193.7           | 179.4           | 117.6           | 115.3           | 125.4           | 143.7           | 1,896.7         |
| 가능 일조율                                                   | 44              | 41              | 44              | 49              | 47              | 44              | 44              | 44              | 32              | 33              | 41              | 47              | 43              |
| 출처: 중국기상국 (평년값: 1991년~2020년, 극값: 1971년~2010년) |                 |                 |                 |                 |                 |                 |                 |                 |                 |                 |                 |                 |                 |

## 행정구역
2개의 시할구, 4개의 현, 1개의 자치현이 있다.
시할구
- 친저우 구 (秦州区)
- 마이지 구 (麦积区)

현
- 우산 현 (武山县)
- 간구 현 (甘谷县)
- 칭수이 현 (清水县)
- 친안 현 (秦安县)

자치현

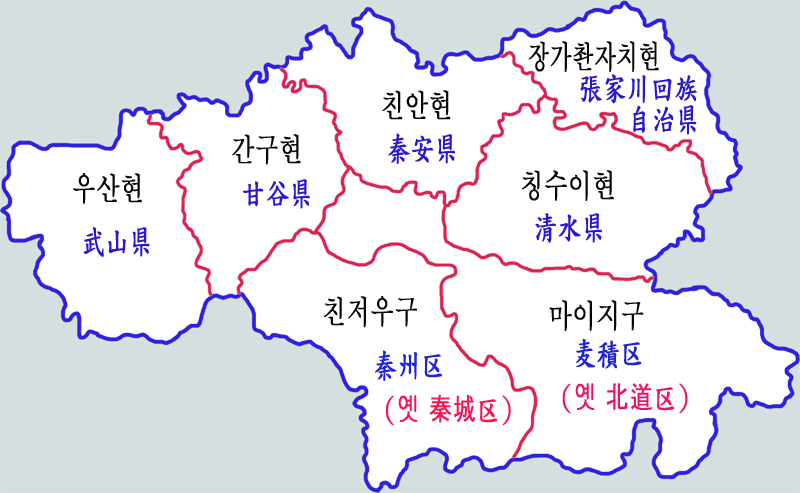
텐수이 시 현급 행정구역도

- 장자촨 후이족 자치현 (张家川回族自治县)

## 볼거리
이광묘와 복희묘가 있다.

## 교통

### 항공
- 톈수이 마이지샨 공항

### 철도
- 톈수이 역
- 톈수이 남역 (중국철로고속 이용가능)

## 자매 도시
- 오스트레일리아 벤디고

## 출신 인물
- 지엄 (수나라): 친안현 출신